# Судья России
Судья Российской Федерации — лицо, наделенное в конституционном порядке полномочиями осуществлять правосудие и исполняющее свои обязанности на профессиональной основе.
На судей возлагается осуществление весьма ответственных обязанностей: принятие общеобязательных решений, затрагивающих существенные права и законные интересы граждан, государственных и иных организаций, от них могут зависеть судьбы людей и их благополучие, поддержание законности и правопорядка. Требования и распоряжения судей при осуществлении ими полномочий обязательны для всех без исключения государственных органов, общественных объединений, должностных лиц, других юридических лиц и физических лиц. Неисполнение требований и распоряжений судей влечет установленную законом ответственность (ст. 1 ч. 6 закона О статусе судей в РФ).
Совокупность государственных служащих, занимающих должность судей называется судейским корпусом.  Все судьи в Российской Федерации обладают единым статусом (ст. 2 ч. 1 закона О статусе судей в РФ).

## Обязанности

###### Судьядолжен
- Быть независим и подчиняться только Конституции РФ и другим законодательным актам;
- Избегать всего того, что могло бы умалить авторитет судебной власти;
- Быть беспристрастным, не допуская влияния на свою профессиональную деятельность кого бы то ни было;
- Обязан поддерживать свою квалификацию на высоком уровне;

Судья не должен:
- Замещать иные государственные должности;
- Принадлежать к политическим партиям и публично выражать своё отношение к политическим партиям;
- Заниматься предпринимательской деятельностью лично или другой какой-нибудь оплачиваемой деятельностью, кроме преподавательской, научной и иной творческой деятельности, занятие которой не должно препятствовать исполнению обязанностей судьи;
- Получать в связи с осуществлением полномочий судьи не предусмотренные законодательством РФ вознаграждения от физических и юридических лиц;
- Иметь гражданство другого государства.

## Формирование судейского корпуса

### Требования, предъявляемые к кандидатам в судьи (ст. 4 закон О статусе судей в РФ)
1. Гражданство РФ (И только РФ);
2. Иметь высшее юридическое образование (Не ниже магистратуры или специалитета);
3. Возраст не моложе 25 лет:
  - Судья среднего звена — 30 лет.
  - Судья Верховного Суда РФ — 35 лет.
  - Судья Конституционного Суда РФ — 40 лет.

(предельный возраст 70 лет).
4. Стаж работы по юридической профессии не менее 5 лет:
  - Судья среднего звена — 7 лет.
  - Судья Верховного Суда РФ — 10 лет.
  - Судья Конституционного Суда РФ — 15 лет.
5. Не признанный судом недееспособным, не состоящий на учёте в наркологическом или психоневрологическом диспансере в связи с лечением от алкоголизма, наркомании, токсикомании, хронических и затяжных психических расстройств.

### Отбор кандидатов в судьи (ст. 5 закон О статусе судей в РФ)
Обращения гражданина с заявлением в суд на должность судьи. Проверка о пригодности, мед. освидетельствование, специальная проверка на его отсутствие связи с криминалом. Судебный департамент формирует квалификационную комиссию, численный состав которой одобряется. Кандидат сдаёт экзамен, при положительной сдаче результаты действуют в течение 3 лет. После сдачи квалификационного экзамена гражданин вправе обратиться в соответствующую квалификационную коллегию судей с заявлением о рекомендации его на вакантную должность судьи. Председатель суда направляет эти рекомендации в вышестоящий суд, далее администрации президента РФ (Комиссия Совета по кадровой политике при Президенте РФ для предварительного рассмотрения кандидатур на должности судей федеральных судов). Решение выносится указом президента РФ о назначении на должность судьи.

## Прекращение полномочий судьи (ст. 14 закон О статусе судей в РФ)
- Письменное заявление судьи;
- По состоянию здоровья;
- Связи с переходом на другую работу или по иным причинам;
- Достижение предельного возраста;
- Прекращение гражданства РФ;
- Смерть судьи;
- Вступившее в законную силу решение суда об уголовном наказании;
- Избрание судьи на выборные должности;
- Отказ судьи от перевода в другой суд в связи с упразднением или реорганизацией суда;
- Дисквалификация судьи по решению квалификационной коллегии судей.

## Список литературы
Закон О статусе судей в РФ от 26 июня 1992 года N 3132-1
Гуценко К. Ф. и Ковалёв М. А. Правоохранительные органы. — 2000